# Watchmen
Pour les articles homonymes, voir Watchmen (homonymie).
Watchmen (initialement publié en France sous le titre Les Gardiens) est une série de comic book américano-britannique, assimilable au roman graphique, créée par le scénariste Alan Moore, le dessinateur Dave Gibbons et le coloriste John Higgins.
La série met en scène des super-héros entièrement originaux dans un univers parallèle à celui de l'univers traditionnel de DC Comics. L'histoire repose sur une uchronie introduite par le Dr Manhattan, un être presque omniscient et omnipotent, issu d'un accident nucléaire en 1960. Alors que les autres justiciers masqués de la série sont des hommes ordinaires souvent dépassés par leur propre statut et dont la légitimité est fortement remise en cause, le Dr Manhattan représente l'arme absolue et permet aux États-Unis de remporter la guerre du Viêt Nam, permettant à Richard Nixon d'être réélu sans discontinuité depuis 1968 jusqu'au début du récit, en 1985. Alors que la guerre froide atteint son paroxysme et que l'ombre d'une guerre nucléaire menace, le Comédien, un ancien super-héros, est mystérieusement assassiné. Dernier justicier encore actif, Rorschach décide de mener l'enquête dans cet univers oppressant et dystopique.
Publiée mensuellement par DC Comics de 1986 à 1987, Watchmen est immédiatement un succès commercial et critique. La série obtient de nombreuses récompenses, notamment en 1988 où elle devient le premier roman graphique à remporter le Prix Hugo.
La série a été adaptée en film sous le titre Watchmen : Les Gardiens en 2009, en série télévisée sous le titre Watchmen en 2019, puis en film d'animation en deux parties intitulé Watchmen Chapter I & II en 2024.

## Publication

### Auteurs
- Scénario : Alan Moore
- Dessins : Dave Gibbons
- Couleurs : John Higgins
- Traduction française : Jean-Patrick Manchette pour les éditions Zenda et Delcourt, Geneviève Coulomb pour les éditions Panini Comics

### Éditeurs en France
- Zenda : tomes 1 à 6 (première édition des tomes 1 à 6) ; édition intégrale en 2 tomes,  (ISBN 2-87687-133-5) (tome 1) et  (ISBN 2-87687-134-3) (tome 2) (1992).
- Delcourt (collection « Contrebande ») : édition intégrale,  (ISBN 2-84055-251-5) (1998).
- Panini (collection « DC Absolute ») : édition intégrale[2] avec une nouvelle traduction (2007).
- Panini (collection « DC Big Book ») : édition intégrale  (ISBN 978-2-8094-0640-5) (2009).
- Urban Comics (collection « DC Essentiels ») : édition intégrale avec traduction originale du romancier Jean-Patrick Manchette  (ISBN 978-2-36577-009-5) (2012).

### Albums
- Tome 1 : Le Comédien (1987)
- Tome 2 : Dr Manhattan (1987)
- Tome 3 : Rorschach (1988)
- Tome 4 : Le Hibou (1988)
- Tome 5 : Laurie (1988)
- Tome 6 : Ozymandias (1988)

## Présentation de l’œuvre
Je suppose que je me disais juste que c'était une bonne manière de démarrer un comic : un super-héros célèbre retrouvé mort. À mesure que le mystère s'éclaircissait, nous voulions progresser de plus en plus profond dans le cœur même du monde des super-héros, et montrer une réalité très différente de l'image de super-héros du grand public.

### Création
En 1985, DC Comics rachète plusieurs licences de personnages à Charlton Comics. À cette époque, l'écrivain Alan Moore envisage d'écrire une histoire qui reprendrait des super-héros en désuétude pour les remettre en valeur, comme il l'avait fait avec Miracleman au début des années 1980. Moore juge que les Mighty Crusaders de MLJ Comics pourrait convenir à son projet, il imagine une intrigue débutant avec la découverte du corps du Shield dans un port : au fur et à mesure de l'histoire, le lecteur entrerait ainsi de plus en plus en profondeur dans le monde des super-héros pour y découvrir une réalité très lointaine de l'image publique du super-héros.

### Synopsis

Le smiley taché de sang des Watchmen.

L'histoire des Watchmen se déroule en 1985, dans une uchronie où des super-héros ayant cessé leur activité de justiciers semblent disparaître un à un, alors que la Troisième Guerre mondiale menace d'éclater à tout moment avec le bloc de l'Est. L'apparition en 1959 du Dr Manhattan, un surhomme doté de pouvoirs en faisant presque l'égal d'un dieu, a modifié l'histoire que nous connaissons : les États-Unis ont gagné la guerre du Viêt Nam, le scandale du Watergate a été étouffé, le pétrole n'est plus une des principales sources d'énergie, et Richard Nixon est toujours président en 1985. L'album est entrecoupé de plusieurs pages de documents écrits issus de l'univers des Watchmen. Articles de journaux, longs passages du journal intime de l'un des personnages, ces documents ne servent pas directement l'intrigue du récit mais permettent de donner une profondeur au monde décrit.

#### La menace
1985. Deux inspecteurs de police tentent de comprendre ce qui a amené un sexagénaire bodybuildé à traverser la baie vitrée de son appartement et à s'écraser une dizaine d'étages plus bas. Ayant conclu à l'assassinat d'un homme ayant certaines relations haut placées, les policiers quittent la scène de crime. Un personnage masqué arrive sur les lieux : Rorschach. Celui-ci, appelant la victime « Le Comédien », suppose qu'il a été assassiné non pour ce qu'il avait fait ou faisait, mais parce qu'il était un super-héros. Rorschach fait le tour de ses anciens collègues afin de les tenir au courant de ses conclusions et de les mettre en garde.
Le Hibou II, Ozymandias, Dr Manhattan et sa compagne le Spectre soyeux II ont différentes réactions. Si le Hibou semble culpabiliser à propos de la mort du Comédien et de son passé, le Spectre est ravie, n'ayant apparemment jamais supporté l'individu, pas plus qu'elle ne supporte Rorschach. Ozymandias regrette la mort du Comédien, mais pense que les conclusions de Rorschach ne sont que le fruit d'une paranoïa, habituelle chez lui. Dr Manhattan paraît plutôt indifférent à la nouvelle, et ne réagit qu'à la demande de sa compagne Laurie, téléportant hors de sa demeure Rorschach, malgré les protestations de celui-ci. Rorschach, après ses anciens collègues, va voir un ancien ennemi : Moloch. Celui-ci lui avoue qu'il a bien rencontré le Comédien la veille de sa mort. Le Comédien aurait fait irruption chez lui, ivre, l'aurait réveillé pour le menacer, parlant d'une liste où le nom de Moloch se trouvait, ainsi que d'autres personnes (dont la première compagne de Dr Manhattan). Moloch, souffrant d'un cancer important et mortel, n'opposa aucune réelle résistance au Comédien, pas plus qu'à Rorschach ; le Comédien aurait fini par s'apitoyer sur son sort, passant de la colère à la crise de larmes. Rorschach le laisse, en lui disant qu'il va revenir chercher des informations, et que Moloch a intérêt à en trouver.
Quelques jours après l'enterrement du Comédien, devant tous ses anciens collègues (excepté Rorschach), Laurie et Dr Manhattan ont une violente dispute, au sujet principalement de l'indifférence de Manhattan à l'égard de Laurie et du reste de l'humanité en général. Laurie part de la base militaire où ils sont domiciliés, pour rejoindre Dan Dreiberg (le Hibou) afin de diner. Petit à petit, le passé de l'Amérique et celui des héros se dévoilent.

#### Personnages

##### Le Comédien

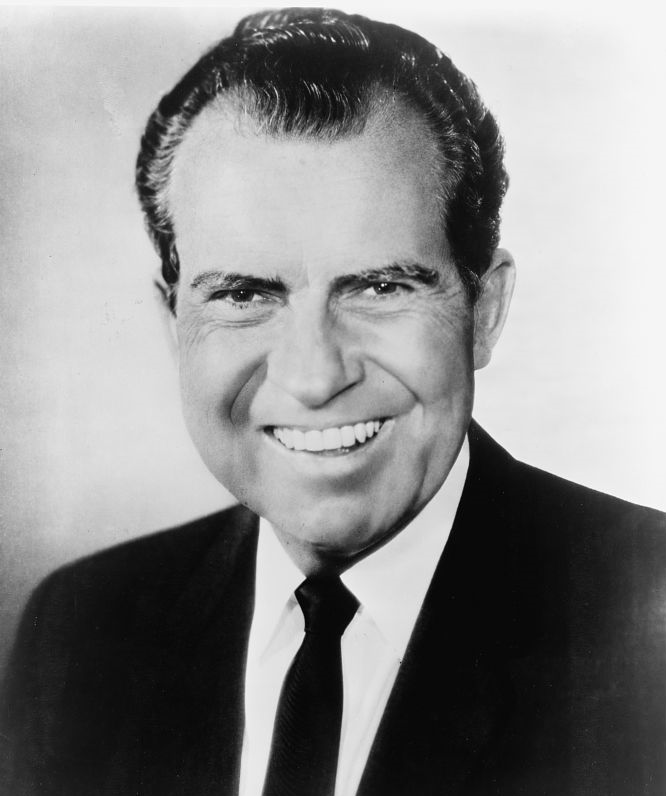
Richard Nixon, président des États-Unis depuis 1969

Eddie Blake est l'un des derniers membres vivants des Minutemen, groupe de super-héros des années 1940, dont faisait partie la mère de Laurie, Sally Jupiter, alias le Spectre soyeux I. Attiré par elle, Blake tenta de la violer, mais il fut stoppé par le Juge Masqué, un autre membre des Minutemen. Plus tard, malgré le ressentiment de Sally, ils couchèrent ensemble, concevant vraisemblablement Laurie.
Lorsque les Minutemen, ayant perdu plusieurs de leurs membres à la suite des investigations de la commission des activités anti-américaines, furent dissous, Blake fut chargé d'opérations spéciales pour le gouvernement américain. Il est suggéré qu'il participa à l'assassinat de Kennedy, aux opérations faites pour masquer le scandale du Watergate, mais également à la guerre du Viêt Nam, en compagnie du Dr Manhattan. Devant ce dernier, alors que la guerre prenait fin, il abattit une vietnamienne enceinte de lui, qui l'avait défiguré avec un tesson de bouteille.
De retour aux États-Unis, Blake fit la connaissance de sa fille lors d'une réunion organisée pour créer un nouveau groupe de super-héros (les Crimebusters), comprenant les autres protagonistes de l'histoire. Il sabota d'ailleurs cette réunion, en expliquant de façon cynique que le mal ne se trouvait plus dans les rues, comme à son époque, et que les héros ne pouvaient plus rien faire. Lorsque Nixon obligea les super-héros à arrêter leurs activités en 1977, Blake continua à travailler pour le gouvernement américain.

##### DrManhattan

Symbole du Dr Manhattan.

Jonathan Osterman est un scientifique, fils d'un horloger ; celui-ci lui ordonna, alors que le bombardement d'Hiroshima venait d'avoir lieu, d'arrêter de se passionner pour les montres et de se tourner vers la physique nucléaire. Devenu chercheur dans un laboratoire du gouvernement, il y rencontre Janey Slater, qui est immédiatement attirée par lui. Mais en 1959, alors que leur relation devient plus intime, Jonathan se retrouve bloqué par accident dans une pièce contenant une machine servant à tester la désintégration de la matière. Il est désintégré, mais se reconstitue petit à petit avant de réapparaître dans le monde réel. Devenu quasi omnipotent, omniscient, et immortel, il est engagé par le gouvernement américain comme super-héros et scientifique sous le nom de Dr Manhattan. Son existence, rendue publique, crée de nombreux changements : introduction de la motorisation électrique dans les transports dès les années 1960, victoire lors de la guerre du Viêt Nam en 1971. Sa présence sur le sol américain rend également quelque peu inutile la course aux armements que se livraient l'URSS et les États-Unis, ces derniers bénéficiant désormais avec lui d'un avantage définitif.
Mais Osterman, même s'il est vivant, est définitivement à l'écart du reste de l'humanité. Omniscient, il voit le passé, le présent et le futur se dérouler en même temps, ce qui le rend assez détaché face aux évènements qui touchent ses proches. Il rompt au bout d'une dizaine d'années avec Janey Slater, pour entamer une relation avec Laurie, alias le Spectre soyeux II. Continuant de travailler pour le gouvernement américain, il est mis sur la sellette lorsqu'un journaliste l'accuse d'avoir irradié, par sa seule existence, certains de ses proches et de ses ennemis, en révélant que Moloch, Janey Slater et l'un de ses anciens compagnons d'arme souffrent tous ou sont morts de cancer. Cette accusation ayant été proférée envers lui quelques heures après le départ de Laurie, et le gouvernement américain souhaitant enquêter sur cette possible irradiation, Manhattan décide de quitter la Terre pour s'installer sur Mars.

##### Le Spectre soyeux II
Laurie est la fille du Spectre soyeux I, et, officiellement, de son mari et imprésario, deux membres des Minutemen. Destinée par sa mère à devenir une super-héroïne, alors que cette dernière avait dû abandonner sa carrière pour l'élever, elle se rapproche tout d'abord du Comédien, attirée par son cynisme. La confession par sa mère du viol qu'il avait perpétré sur elle la met en rage, et elle le prend violemment à partie quelques années plus tard, alors qu'il devait recevoir une distinction pour ses actions. Elle entame une relation avec Dr Manhattan, puis le quitte au bout d'une quinzaine d'années, exaspérée par son détachement de plus en plus visible des sentiments humains.
Laurie est vraisemblablement la fille du Comédien. Elle ne prend conscience de ceci que peu après avoir quitté Dr Manhattan, lors d'une conversation avec celui-ci. Lorsqu'elle quitte Dr Manhattan, elle trouve refuge auprès de Dan Dreiberg, l'ancien Hibou II, avec qui elle commence une liaison.

##### Le Hibou II
Dan Dreiberg, féru d'ornithologie, a pris la succession du premier Hibou, avec lequel il dine chaque semaine. Il inventa un grand nombre d'équipements pour faciliter son travail. Proche de Rorschach, il fit équipe avec lui pour lutter contre la pègre new-yorkaise, mais souhaitait créer un groupe de super-héros, contrairement à son partenaire et aux autres héros de l'époque. Il prit sa retraite en 1977, pour éviter d'avoir à communiquer son identité, se contentant désormais d'écrire des articles d'ornithologie. Sa liaison avec Laurie le convainc petit à petit de rendosser son costume et de reprendre ses activités héroïques.

##### Rorschach

Exemple de test de Rorschach, qui se retrouve sur le masque de Rorschach

Walter Kovacs est le fils d'une prostituée, qui le maltraite et le traumatise. Poussé à bout par deux petites frappes, il les agresse violemment. À la suite de cet incident, il est retiré à la garde de sa mère et placé. Embauché plus tard dans un atelier de confection, il est fasciné par une robe confectionnée à l'aide d'un tissu mouvant inspiré par le test de Rorschach. Apprenant le meurtre brutal de la cliente à qui le vêtement était destiné, il décide de devenir un super-héros pour lutter contre de tels crimes. Il se confectionne un masque à partir du motif, et prend le nom de Rorschach. En civil, on le voit se promener en ville (acheter le journal, à l'enterrement du Comédien) avec une pancarte annonçant la fin du monde. Il fait équipe avec le Hibou II, dont il apprécie la compagnie, même s'il n'est pas d'accord avec certaines de ses idées. Travaillant seul sur l'enlèvement d'une fillette, il découvre que celle-ci a été tuée, découpée en morceaux et donnée à manger aux chiens du ravisseur. Il tue les chiens et brûle vif le ravisseur sans autre explication. Cet évènement donne naissance en lui à sa seconde personnalité : Rorschach, caractérisée par une extrême violence, mais aussi une impartialité à toute épreuve. Il commence à employer les méthodes les plus expéditives contre les criminels et refuse d'arrêter ses activités comme l'impose le gouvernement américain en 1977. Il devient donc un paria, recherché autant par la police que par la mafia. Ceci ne l'empêche pas de continuer à lutter contre le crime à sa façon particulière : il n'hésite pas à torturer ou tuer les personnes qu'il rencontre du moment qu'ils ont commis des actes qu'il estime immoraux, quelle que soit la gravité de ceux-ci.
Lors de son enquête sur la mort du Comédien, il est contacté par Moloch, qui lui affirme détenir les informations qu'il lui avait demandé. Mais Moloch est mort lorsque Rorschach arrive, et la police, prévenue, arrête et enferme Kovacs dans une prison où sont enfermés de nombreux criminels qu'il a fait arrêter.

##### Ozymandias

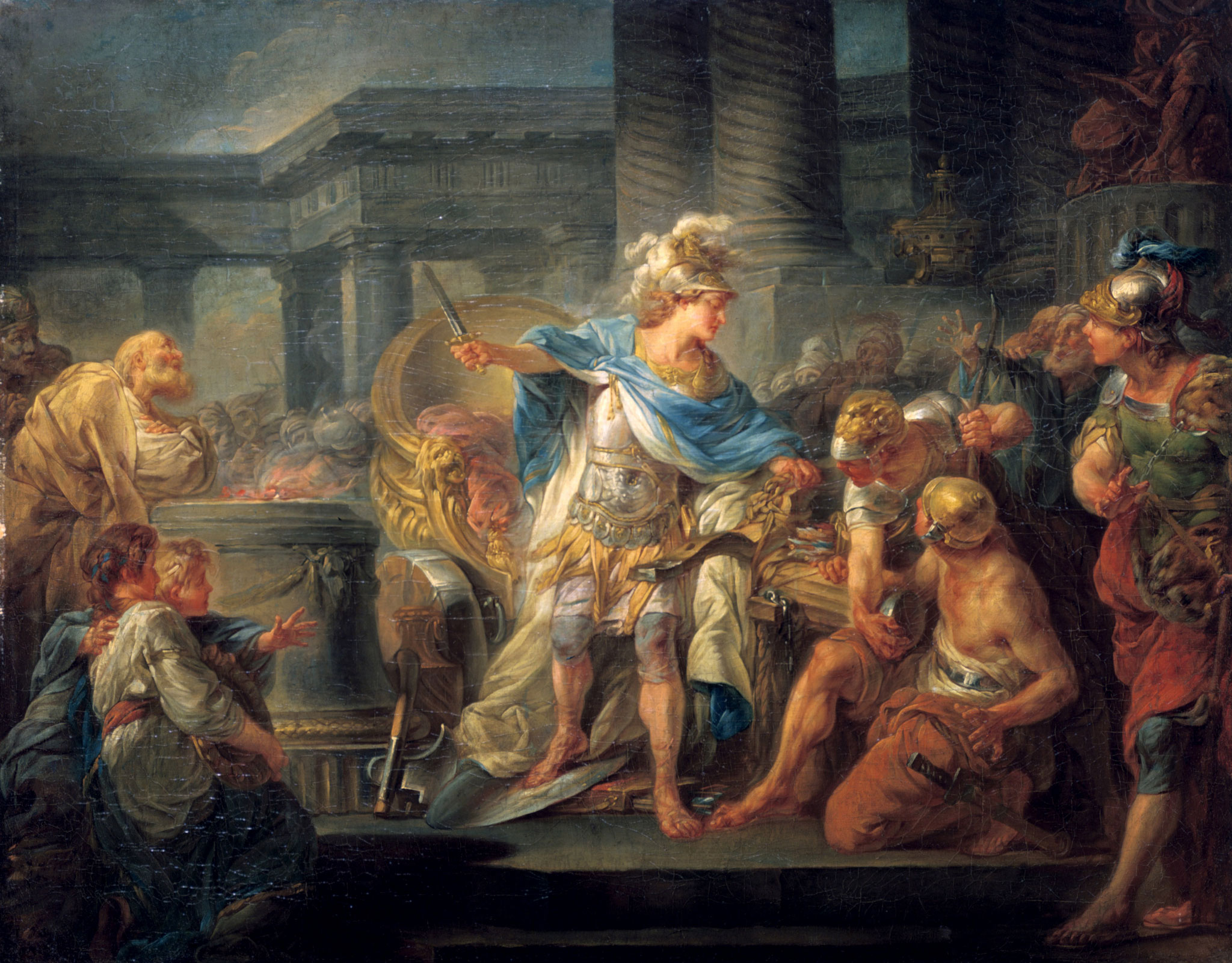
Alexandre coupant le nœud gordien, symbole pour Ozymandias de la pensée latérale.

Adrian Veidt, prodige physique et intellectuel, fait un long voyage sur les traces d'Alexandre le Grand à la suite du tragique décès de ses parents. Il devient ensuite super-héros, puis, alors que les super-héros sont encore tolérés, il décide de prendre sa retraite et de se consacrer au monde des affaires, exploitant sa réputation et celle de ses anciens collègues en faisant produire figurines et produits dérivés. Il devient très riche en s'intéressant à de nombreux domaines : parfum, livraison, vêtements, voitures électriques, etc. Il peut ainsi faire construire un énorme bâtiment en Antarctique, y pratiquant de nombreuses expériences sur la génétique notamment.
Alors qu'il se trouve à New York, au siège de son conglomérat, il est victime d'une tentative d'assassinat d'un homme qui se suicide ensuite, malgré les efforts de Veidt pour l'en empêcher. Cette tentative, faisant suite à l'assassinat du Comédien et au départ provoqué du Dr Manhattan, donne plus de crédit à la théorie de Rorschach sur le « tueur de masques ».

#### Suite des évènements
Alors que Rorschach est en prison, et qu'un psychiatre s'occupe de lui, la tension internationale générée par le départ du Dr Manhattan augmente. Les Soviétiques envahissent l'Afghanistan, et progressent en direction du Pakistan. Les théories de l'équilibre de la terreur n'ayant jamais réellement été appliquées, le futur devient de plus en plus incertain pour les États-Unis, dont les habitants et le gouvernement commencent à craindre une attaque nucléaire.
Le Hibou et le Spectre soyeux décident d'aller libérer Rorschach de sa prison, afin qu'il les aide à trouver le responsable des actions menées contre leur groupe. Le Dr Manhattan emmène ensuite Laurie sur Mars, où il lui propose de rester avec lui, supposant que la Terre va bientôt être détruite et ne souhaitant pas intervenir. Laurie le supplie et le convainc d'agir. Pendant ce temps, Rorschach et le Hibou ont découvert que c'est Ozymandias qui tire les ficelles et qui a trompé tout le monde. Arrivés en Antarctique, les deux compères tentent de le neutraliser, mais il est bien trop rapide pour eux.
Veidt leur explique la raison de son plan, et son déroulement : sentant venir un conflit direct entre l'URSS et les États-Unis, il a décidé de faire apparaître une forme de vie monstrueuse, soi-disant extraterrestre au cœur de Manhattan, afin de contraindre les superpuissances à s'allier pour contrer cette fausse menace. Le Comédien avait découvert que Veidt avait rassemblé des artistes, généticiens et autres savants afin de concocter ce scénario sans qu'il y ait de faille. Le Comédien en sachant trop, Veidt l'avait donc tué. Dr Manhattan étant un allié d'un trop grand poids du côté américain, Veidt l'avait discrédité en faisant irradier des personnes proches de lui, afin de le faire partir. Il s'était ensuite occupé de neutraliser Rorschach, trop méfiant, en lui tendant un piège.
De retour à New York, Dr Manhattan et Laurie voient le carnage provoqué par Ozymandias, et décident de partir en Antarctique pour l'arrêter. Dr Manhattan, bien qu'il doive subir là une nouvelle destruction de son corps provoquée par Veidt, arrive à le neutraliser. Mais l'objectif de Veidt est atteint : les médias relaient les informations de demande de paix des deux puissances, qui veulent se liguer contre l'ennemi commun. Le Hibou, le Spectre soyeux et Dr Manhattan comprennent que dévoiler la vérité au monde risquerait de le faire rebasculer dans le chaos ; ils décident de garder le silence sur les actions de Veidt.
Seul Rorschach ne veut pas faire de compromis et part de la base en souhaitant informer l'opinion. Mais le Dr Manhattan s'interpose et Rorschach comprend qu'il ne le laissera pas mettre un terme au plan de Veidt. Il laisse Manhattan le tuer, sachant que c'est le seul moyen de l’empêcher de parler. Manhattan part ensuite pour une autre galaxie, abandonnant définitivement la Terre. Veidt reste seul dans sa base, ayant tué les seuls employés proches de lui. Laurie et Dan restent ensemble, mais sont obligés de se cacher des autorités pour avoir fait évader Rorschach.
Le journal intime de Rorschach, rapportant tout ce que savait ou supposait son auteur avant de partir pour l'Antarctique, a été envoyé par Kovacs à un journal anticommuniste, qui recherche un nouveau sujet à la suite de la paix instaurée.

### Univers
Dans l'univers Watchmen, les États-Unis ont remporté la victoire au Viêt Nam, grâce au Dr Manhattan.
Richard Nixon est encore président des États-Unis en 1986 - il en serait à son cinquième mandat -, à la suite d'un amendement constitutionnel en 1975 permettant de faire plus de deux mandats (rendant caduc le XXIIe amendement de la Constitution des États-Unis).
Ironiquement, il n’y a plus de comic de super-héros, le genre préféré des lecteurs étant devenu les bandes dessinées de pirates.

### Personnages
Watchmen devait originellement reprendre plusieurs super-héros que DC Comics venait de racheter à Charlton Comics. Finalement, Alan Moore a mis en scène des super-héros entièrement originaux mais dont les caractéristiques sont toutefois en grande partie inspirées des personnages de Charlton Comics.
- Dr Manhattan (Jon Osterman), adapté de Captain Atom.
- Le Hibou I (Hollis Mason), adapté de Blue Beetle (Dan Garrett).
- Le Hibou II (Dan Dreiberg), adapté de Blue Beetle (Ted Kord).
- Le Spectre Soyeux I (Sally Jupiter), adaptée de Nightshade.
- Le Spectre soyeux II (Laurie Juspeczyk).
- Rorschach (Walter Joseph Kovacs), adapté de The Question.
- Ozymandias (Adrian Veidt), adapté de Thunderbolt (Peter Cannon).
- Le Comédien (Eddie Blake), adapté du Peacemaker.

## Analyse

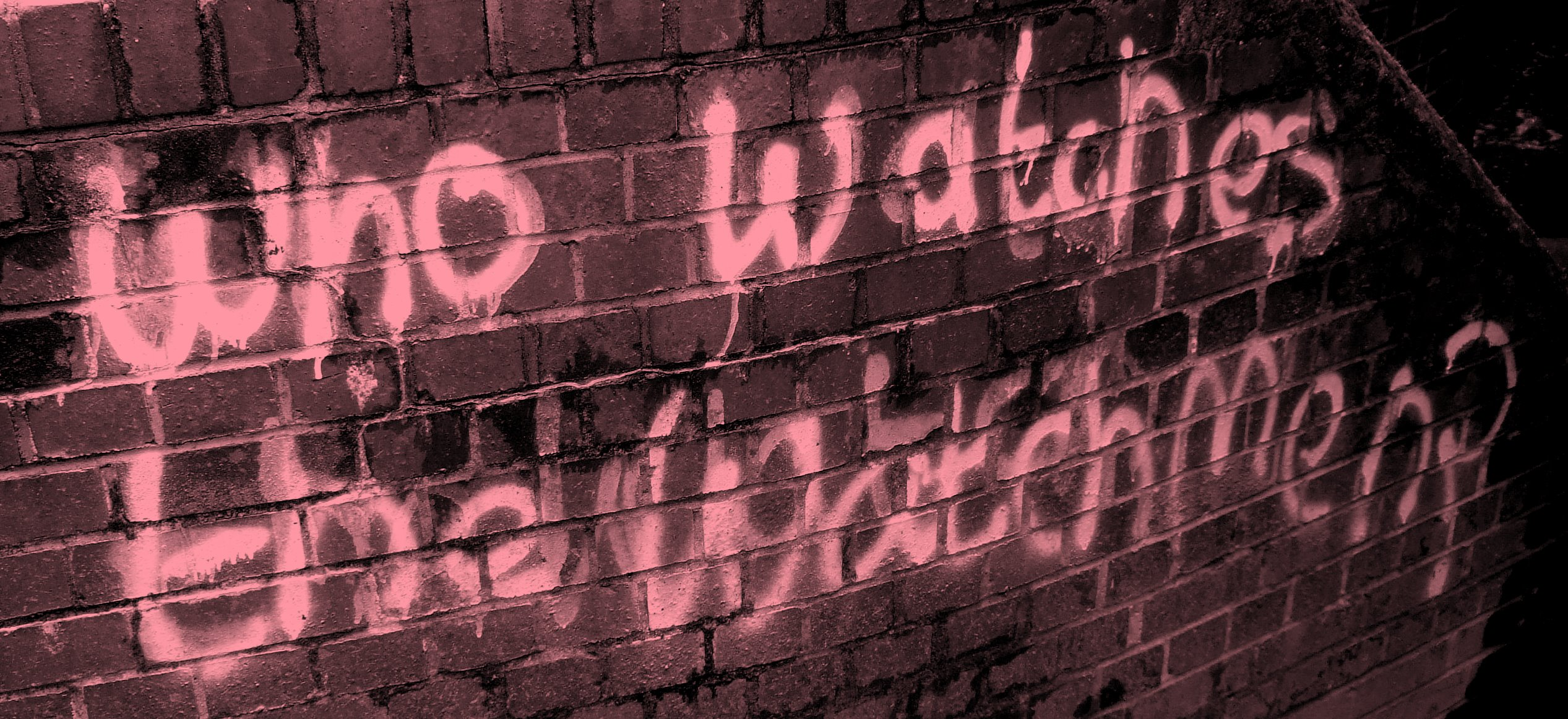
Graffiti inspiré du comic

Cette série d'histoires de super-héros sans super-pouvoir (hormis le Dr Manhattan) montre des protagonistes qui vieillissent, connaissent la corruption, le doute, la folie et la dépression. L'intrigue part du meurtre d'un super-héros avec la fin du monde qui menace en toile de fond. Le thème central, symbolisé par un smiley qui revient de façon récurrente dans l'album, est le sens de la vie dans le chaos de l'univers.
Le titre est un jeu de mots sur le double sens du mot watch qui en anglais signifie regarder, surveiller, mais désigne également une montre. Ainsi, le récit se divise en 12 chapitres qui s'ouvrent à chaque fois sur une horloge qui s'approche de minuit. On retrouve régulièrement dans le récit cette image du temps qui avance inexorablement vers la fin du monde, notamment par l'introduction récurrente de la tache de sang en forme d'aiguille d'horloge que l'on retrouve sur le smiley de la couverture.
Il constitue également une référence à la locution latine «Quis custodiet ipsos custodes? » (« Qui garde les gardiens eux-mêmes ? »), extraite d'une Satire de Juvénal. On retrouve sa traduction en anglais (« Who watches the watchmen ? ») dessinée sur les murs dans quelques images de cette bande dessinée, la légitimité des super-héros à faire régner l'ordre ayant été remise en cause au cours des années précédentes.
L'œuvre est graphiquement très riche, comportant un grand nombre d'éléments faisant écho aux dialogues et à l'histoire. Le chapitre 5, intitulé « Terrible symétrie », est ainsi construit comme un palindrome : la première page fait écho à la dernière, que ce soit sur le thème, la mise en page ou les personnages mis en image. Ce palindrome dont la page centrale est une scène d'action, reproduit les motifs symétriques et toujours changeants du masque de Rorschach, du nom du test.
Le récit s'attarde sur quelques personnages secondaires, dont les vies personnelles sont mises en perspective de l'histoire complète. Une des grandes qualités du scénario réside précisément dans cet entremêlement des histoires, des vies et des destins : le lecteur est fréquemment renvoyé à des événements du passé qui peu à peu éclairent la situation présente, par touches successives. On se retrouve même à lire deux comics en même temps, car Alan Moore parvient à glisser au cœur de sa narration, et parallèlement à celle-ci, une histoire de pirates que lit assidûment un personnage secondaire.

## Récompenses
Cette série a été éditée par DC Comics à partir de 1986. Elle a obtenu un franc succès critique, qui s'est traduit par l'obtention du prix Hugo, décerné pour la première fois à une bande dessinée, du Prix Eisner de la mini-série 1988, ainsi que par le prix du meilleur album étranger au festival d'Angoulême en 1989, le Prix Max et Moritz de la meilleure publication de bande dessinée en allemand en 1990 et le Prix Urhunden de la meilleure bande dessinée traduite en suédois en 1992. Par ailleurs la bande dessinée a été classée par le journal américain Time parmi les 100 meilleurs romans en langue anglaise depuis 1923.
L'album a été classé en 2012 à la 5e place du classement des 50 BD essentielles établi par le magazine LIRE.

## Adaptations

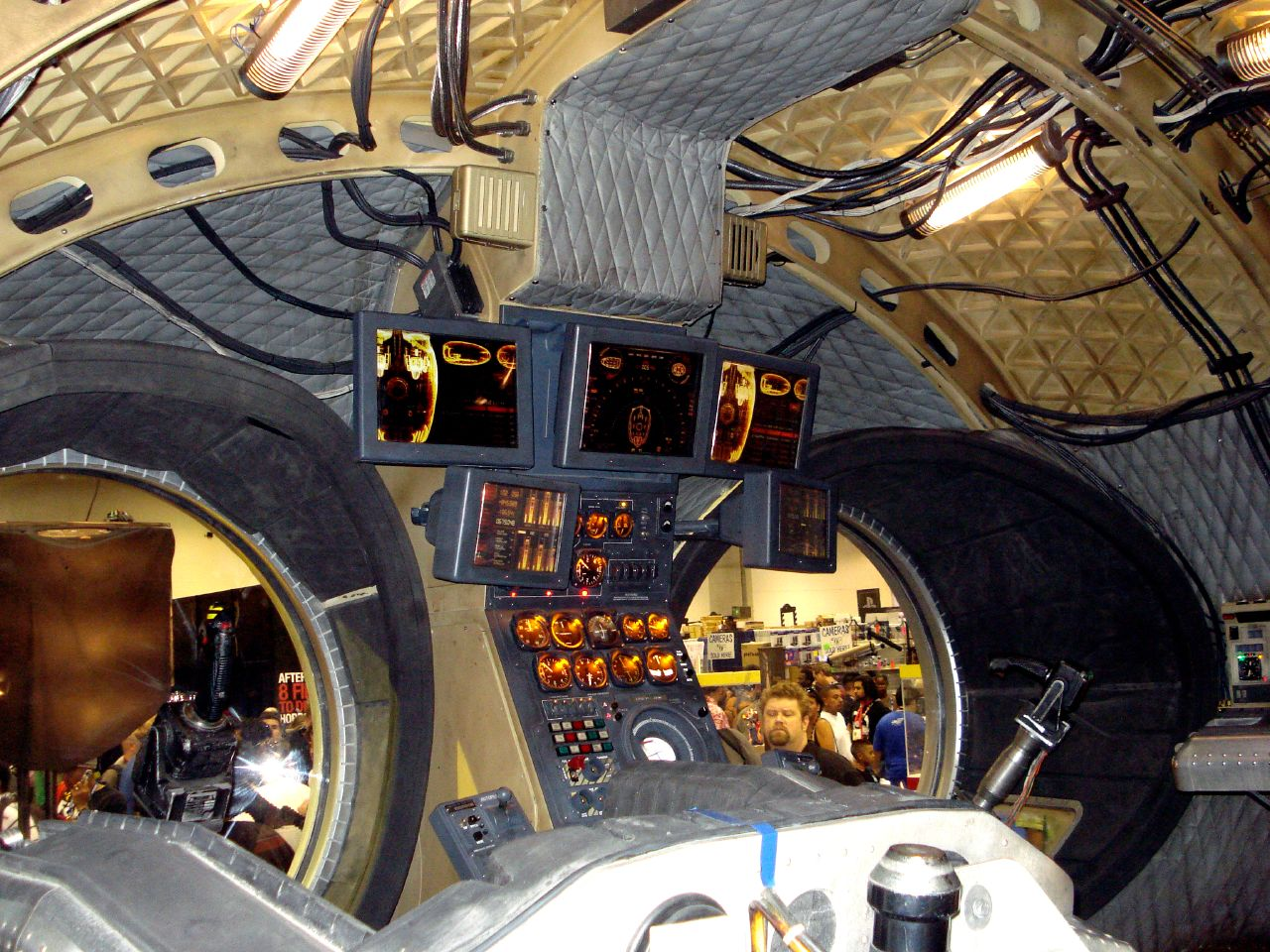
Intérieur de l'Archie, aéronef du Hibou dans le film Watchmen : Les Gardiens, au ComicCon'08

### Filmographie

#### Cinéma
Le film Watchmen : Les Gardiens réalisé par Zack Snyder (L'Armée des morts, 300, Man of Steel), sort en 2009. Produit par Paramount Pictures, il rassemble des acteurs peu connus du grand public : Jeffrey Dean Morgan dans le rôle de Eddie Blake (Le Comédien), Carla Gugino dans celui de Sally (le Spectre soyeux I), Malin Akerman dans celui de Laurie (le Spectre soyeux II), Jackie Earle Haley dans celui de Rorschach, Matthew Goode dans celui de Ozymandias et Patrick Wilson dans celui de Dan (Le Hibou II).
Alan Moore, le scénariste du comics, a essayé de s'opposer à l'adaptation de son ouvrage au cinéma. Il ne figure d'ailleurs pas au générique, au contraire de Dave Gibbons qui y est qualifié de coauteur. Le comic a ensuite été adapté au format motion comic.
En juin 2024, HBO Max publie le premier trailer d'une nouvelle adaptation animée intitulé Watchmen Chapter I & II. Il s'agit d'un film en deux parties, le premier chapitre sort en format numérique le 13 août 2024 et le deuxième chapitre le 26 novembre 2024.

### Télévision

#### Série
Watchmen, produite par HBO et écrite par Damon Lindelof (scénariste de Lost et co-créateur The Leftovers), est censée se dérouler de nos jours, après les événements de la bande-dessinée. Celle-ci est diffusée à partir du 20 octobre 2019.

### Projets avortés
Terry Gilliam (Brazil, Las Vegas Parano) évoque une adaptation au cinéma peu après la publication du comic mais le projet est finalement annulé. Darren Aronofsky (Requiem for a Dream, Pi) puis Paul Greengrass (Bloody Sunday, La Mort dans la peau) sont annoncés à la réalisation du futur film sous la bannière de Warner Bros., mais ces adaptations sont également abandonnées après quelque temps.

## Before Watchmen

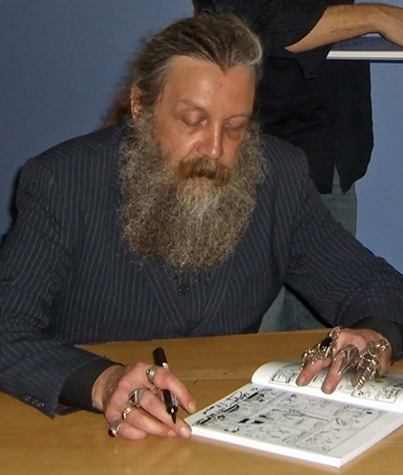
Alan Moore.

En 2012, l'éditeur DC Comics annonce plusieurs séries sur les protagonistes dans une action se situant avant l'œuvre originale : Before Watchmen (en). Alan Moore ne prend pas part à ces nouvelles versions, sujettes à controverses. De grands auteurs ont la lourde tâche de donner vie au passé de Rorschach, du Hibou, du Comédien comme Darwyn Cooke, Joseph Michael Straczynski, Brian Azzarello, le coloriste de Watchmen John Higgins et l'éditeur de l'époque Len Wein. Le résultat est finalement bien accueilli par la critique et le public.

## Doomsday clock
De 2017 à 2019, DC Comics publie ce Doomsday Clock dans lequel l'univers de Watchmen rencontre celui de DC dans une histoire qui est une suite directe au roman graphique original.